# Tour Trinity
De Tour Trinity is een kantoorgebouw en wolkenkrabber in Courbevoie, La Défense; het zakendistrict van de agglomeratie Parijs.
Het werd ontworpen door het architectenbureau Cro & Co Architecture., onder leiding van de architect Jean-Luc Crochon
De toren meet 167 m en biedt een oppervlakte van 49.000 m² op 33 niveaus.
Trinity biedt verschillende architectonische innovaties:
- Een niet-gecentreerde kern: de Trinity-kern is verschoven op de gevel en versierd met panoramische liften.
- Buitenruimtes: met bomen omzoomde terrassen, loggia's en balkons zijn toegankelijk over de gehele hoogte van de toren.
- Openingen aan de voorkant, die toegang geven tot vrije lucht op alle gevels.
- Bioklimatische gevels die de toevoer van natuurlijk licht optimaliseren.
- Een minimale vrije hoogte van 2,80 m op alle verdiepingen.[5]